# Viktor Janukovič
Viktor Fedorovič Janukovič (ukrajinsko Віктор Федорович Янукович, rusko Виктор Фёдорович Янукович), ukrajinski politik, * 9. julij 1950, Jenakijeve, Ukrajinska SSR, danes Ukrajina.
Janukovič je bil predsednik vlade Ukrajine med letoma 2002 in 2004, 2004 in 2005 ter 2006 in 2007 ter od 2010 do odstavitve po Revoluciji dostojanstva leta 2014 predsednik Ukrajine. Od februarja 2014 živi v izgnanstvu v  Rusiji.
Janukovič je bil od leta 1997 do 2002 guverner Donecke oblasti v vzhodni Ukrajini. Od 21. novembra 2002 do 7. decembra 2004 in od 28. decembra 2004 do 5. januarja 2005 je bil premier Ukrajine pod predsednikom Leonidom Kučmo.  

## Oranžna revolucija
Janukovič se je prvič potegoval za predsednika leta 2004: napredoval je v drugi krog volitev in bil sprva razglašen za zmagovalca proti nekdanjemu premierju Viktorju Juščenku. Vendar so volitve naletele na mnoge obtožbe o volilnih goljufijah in ustrahovanju volivcev. To je povzročilo množične proteste državljanov in kijevski Majdan Nezaležnosti je postal prizorišče Oranžne revolucije. Ukrajinsko vrhovno sodišče je razveljavilo drugi krog volitev in odredilo njegovo novo izvedbo. Janukovič je ponovitev volitev izgubil proti Juščenku. Drugič je bil predsednik vlade od 4. avgusta 2006 do 18. decembra 2007 pod predsednikom Juščenkom. 

## Evromajdan
Janukovič je bil leta 2010 izvoljen za predsednika države in premagal premierko Julijo Timošenko. Mednarodni opazovalci so volitve ocenili kot svobodne in poštene. Novembra 2013 se je začela vrsta dogodkov, ki so privedli do njegove odstavitve z mesta predsednika. Janukovič je zavrnil čakajoči pridružitveni sporazum z Evropsko unijo, za katerega je prej trdil, da ga podpira, in se namesto tega odločil za reševanje ruskega posojila in tesnejše vezi z Rusijo. To je povzročilo proteste in zasedbo kijevskega Trga neodvisnosti, vrsto dogodkov, ki so jih zagovorniki približevanja Ukrajine Evropski uniji poimenovali Evromajdan. Januarja 2014 so prerasli v smrtonosne spopade na Trgu neodvisnosti in na drugih območjih po državi, ko so se ukrajinski državljani soočili z Berkutom in drugimi posebnimi policijskimi enotami. Februarja 2014 se je zdelo, da je Ukrajina na robu državljanske vojne, saj so nasilni spopadi med protestniki in posebnimi policijskimi silami terjali preko 100 smrtnih žrtev in več tisoč ranjenih.

## Revolucija dostojanstva
Janukovič je 21. februarja 2014 trdil, da je po dolgih razpravah dosegel dogovor z opozicijo. Kasneje istega dne je pobegnil iz prestolnice v Harkov in izjavil, da ne namerava odstopiti. Po besedah guvernerja Harkovske oblasti, Mihajla Dobkina, je Janukovič »obupano skušal preprečiti, da bi obisk izgledal kot pobeg«. V naslednjih dneh je Janukovič trdil, da ni pobegnil in da naj bi v Kijevu streljali na njegov avtomobil.

### Odstavitev s položaja predsednika
Ukrajinski parlament je 22. februarja 2014 izglasoval njegovo odstranitev s položaja in razpis novih volitev z utemeljitvijo, da se je "odvezal opravljanja svojih ustavnih dolžnosti" in dejansko odstopil, namesto da bi sledil postopku obtožbe zaradi kaznivih dejanj iz 108. člena ukrajinske ustave. Parlament je 25. maj določil kot datum izrednih volitev, dva dni pozneje pa je izdal nalog za njegovo aretacijo in ga obtožil »množičnega pobijanja civilistov«. Istega dne je parlament izglasoval izpustitev njegove nasprotnice, bivše premierke Julije Timošenko, ki je bila zaprta od 2011, po mnenju mnogih zaradi političnega maščevanja Janukoviča. Njen izpust je bil en izmed neizpolnjenih pogojev EU za podpis sporazuma o trgovanju.

### Pobeg v Rusijo
Po poročanju ukrajinskih mejnih policistov, je Janukovič skušal iz Ukrajine pobegniti z najetim letom iz Donecka, vendar so ga ustavili. Putin in Janukovič sta kasneje povedala, da so mu ruske sile omogočile odleteti v Rusijo 24. februarja 2014. 26. februarja je bil opažen v hotelu v Moskvi. Isti dan je po besedeh ruskega politika Olega Mitvola, Janukovič kupil vilo v Moskvi za 52 milijonov ameriških dolarjev.

### V izgnanstvu
Po pobegu je Janukovič izvedel več tiskovnih konferenc. V eni od teh je dejal, da ostaja »legitimni vodja ukrajinske države, ki so ga s prostim glasovanjem izvolili ukrajinski državljani«. 4. marca je ruski predstavnik v Organizaciji združenih narodov rekel, da je Janukovič Putina prosil, naj Rusija pošlje vojsko v Ukrajino, da bi »zaščitila civiliste«. Rusko aneksacijo Krima je Janukovič označil za »tragedijo«, nelegitimni referendum o priključitvi Krima za »obliko protesta« ter dejal, da bi Putina poskušal prepričati, naj Krim vrne. Za aneksacijo je okrivil začasnega predsednika Ukrajine Oleksandra Turčinova.
Janukoviču je 18. junija 2015 parlament uradno odvzel naziv predsednika. 24. januarja 2019 ga je ukrajinsko sodišče v odsotnosti obsodilo na trinajst let zapora zaradi veleizdaje.
V anketi ukrajinske nevladne organizacije Center Razumkova aprila 2014, je le 4,9% vprašanih odgovorilo, da bi si želelo povratek Janukoviča na mesto predsednika.
23. maja 2022 je Pečersko okrožno sodišče v Kijevu odredilo aretacijo Janukoviča. Nekdanjega predsednika je v odsotnosti obsodilo zaradi veleizdaje, ki naj bi jo zagrešil ob podpisu sporazuma z Rusko federacijo o najemu pomorskih objektov na polotoku Krim. Janukovič se na sodbo sodišča ni odzval.